# Le Val-de-Meuse
Ne doit pas être confondu avec Val-de-Meuse.
Le Val-de-Meuse est une ancienne commune française située dans le département de la Haute-Marne.
Elle est créée en 1972 par la fusion des communes d'Avrecourt, Épinant, Lécourt, Maulain, Montigny-le-Roi (chef-lieu de la commune), Provenchères-sur-Meuse, Ravennefontaines, Récourt et Saulxures.
En 1974 la commune fusionne avec Lénizeul ; la nouvelle commune ainsi créée s'appelle Val-de-Meuse (sans article).
À noter qu'au 1er janvier 2012, les communes d'Avrecourt et de Saulxures défusionnent et reprennent leur autonomie.